# 达尔文-华莱士奖章

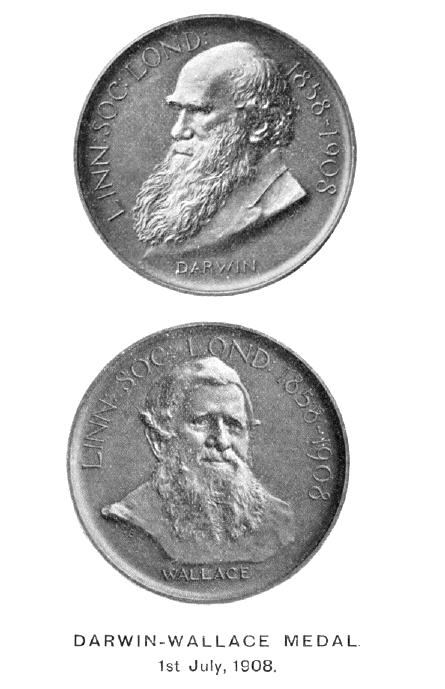
达尔文-华莱士奖章

达尔文-华莱士奖章（英語：Darwin–Wallace Medal）是一个由伦敦林奈学会设立的、旨在奖励在进化生物学领域里作出过重要贡献的科学家的奖项。奖章的正反两面分别印有达尔文和华莱士的头像。
在1858年7月1日，伦敦林奈学会宣读并发行了由达尔文和华莱士共同完成的论文《讨论物种形成变异的趋向；以及变异的永久性和物种受选择的自然意义》。为了纪念这一天，林奈学会设立了达尔文-华莱士奖章，并每隔50年颁奖一次，始于1908年，直至2008年，林奈学会有鉴于进化生物学的重要性日益凸显，决定从2010年开始每年颁奖一次。截至2016年底，共有48人获得达尔文-华莱士奖章。

## 获奖者

### 1908年
在1908年，共有7人获奖。其中1人获得金质奖章：
- 亞爾佛德·羅素·華萊士（1823年1月8日－1913年11月7日，英国博物学家、探险家、地理学家、人类学家、生物学家）

另外6人则获得银质奖章：
- 约瑟夫·道尔顿·胡克（1817年6月30日－1911年12月10日，英国植物学家）
- 奥古斯特·魏斯曼（1834年1月17日－1914年11月5日，德国进化生物学家）
- 恩斯特·海克尔（1834年2月16日－1919年8月9日，德国动物学家和哲学家）
- 法蘭西斯·高爾頓（1822年2月16日－1911年1月17日，英国人类学家、优生学家、热带探险家、地理学家、发明家、气象学家、统计学家、心理学家和遗传学家）
- 雷·兰克斯特（1847年5月15日－1929年8月13日，英国动物学家）
- 爱德华·斯特拉斯伯格（1844年2月1日－1912年5月19日，德国、波兰植物学家）

### 1958年
在1958年共有20人获得银质奖章，其中一人为追颁：
- 埃德加·安德森（1897年11月9日－1969年6月18日，美国植物学家）
- 尤金·帕夫洛夫斯基（1884年－1965年5月27日，苏联医学寄生虫学家[3]）
- 莫里斯·科勒瑞（1868年9月5日－1958年7月13日，法国生物学家）
- 伯纳德·伦斯（1900年1月21日－1990年4月4日，德国进化生物学家）
- 罗纳德·艾尔默·费希尔（1890年2月17日－1962年7月29日，英国统计学家、进化生物学家、遗传学家）
- 乔治·盖洛德·辛普森（1902年6月16日－1984年10月6日、美国古生物学家）
- 卡尔·鲁道夫·弗洛林（1894年－1965年，瑞典植物学家）
- 卡尔·斯柯特斯伯格（1880年12月1日－1963年6月14日，瑞典植物学家、探险家）
- 罗杰·海姆（1900年2月12日－1979年9月17日，法国植物学家）
- 休·哈姆绍·托马斯（1885年5月29日－1962年6月30日，英国古植物学家）
- 约翰·伯顿·桑德森·霍尔丹（1892年11月5日－1964年12月1日，英国遗传学家、进化生物学家）
- 埃里克·斯滕舍（1891年10月2日－1984年1月11日，瑞典古动物学家）
- 约翰·哈钦松（1884年4月7日－1972年9月2日，英国植物学家）
- 约特·杜尔松（1892年4月6日－1970年12月30日，瑞典进化植物学家）
- 朱利安·赫胥黎（1887年6月22日－1975年2月14日，英国生物学家、作家）
- 维克托·凡·施特拉伦（1889年6月14日－1964年2月29日，比利时古生物学家、甲壳动物学家）
- 恩斯特·麥爾（1904年7月5日－2005年2月3日，德国进化生物学家、分类学家、热带探险家、鸟类学家、博物学家、科学史家）
- D·M·S·沃特森（1886年6月18日－1973年7月23日）
- 赫尔曼·约瑟夫·马勒（1890年12月21日－1967年4月5日，美国遗传学家、教育家）
- 约翰·克里斯托弗·威利斯（1868年2月20日－1958年3月21日，英国植物学家）（追颁）

### 2008年
在2008年共有13人获得银质奖章，其中两人为追颁：
- 尼古拉斯·汉密尔顿·巴顿（1955年8月30日－，英国进化生物学家）
- 马克·韦恩·蔡斯（1951年－，英国植物学家）
- 布莱恩·坎贝尔·克拉克（1932年－，英国遗传学家）
- 约瑟夫·费尔森斯坦（1942年－）
- 史蒂芬·杰伊·古尔德（1941年9月10日－2002年5月20日，美国古生物学家、进化生物学家、科学史学家）（追颁）
- 格兰氏夫妇：
  - 彼得·雷蒙德·格兰
  - 芭芭拉·罗斯玛丽·格兰
- 詹姆斯·马里特（1955年－）
- 琳·馬古利斯（1938年3月15日－，美国生物学家）
- 约翰·梅纳德·史密斯（1920年1月6日－2004年4月19日，英国理论进化生物学家、遗传学家）（追颁）
- 穆罕默德·诺尔
- H·艾伦·奥尔
- 琳达·帕特里奇（1950年3月18日，英国遗传学家）

### 2010年起
自2010年起，每年颁奖一次：
- 2010年 布赖恩·查尔斯沃思（1945年4月29日－，英国进化生物学家）
- 2011年 James A. Lake
- 2012年 Loren H. Rieseberg
- 2013年 Godfrey Hewitt
- 2014年 Dolph Schluter
- 2015年 Roger Butlin
- 2016年 Pamela S. Soltis和Douglas E. Soltis
- 2017年 约翰·N·汤普森
- 2018年 Josephine Pemberton
- 2019年 大卫·E·里奇和斯万特·帕博
- 2020年 斯宾塞·C·H·巴雷特
- 2021年 莎拉·奧托
- 2022年 David Jablonski
- 2023年 杨子恆